# D'Ora
D’ORA este un film românesc din 2014 regizat de Delia Antal. Rolurile principale au fost interpretate de actorii Delia Antal, Mircea Tudosa, Julian Bird, Mihai Arsene si Sophie Brabenec.

## Distribuție
Distribuția filmului este alcătuită din:
- Octavia Selena Alexandru — Andreea
- Mircxea Tudosa — Daniel
- Delia Antal — Dora
- Mihai Arsene — Charlie